# Загорский, Михаил Павлович
Михаи́л Па́влович Заго́рский (1804—1824) — русский поэт и переводчик.
Его стихотворения, преимущественно элегии, как оригинальные, так и переводные (из Горация, Вергилия, Ламартина, Байрона, Шиллера и Фосса), печатались в «Славянине», «Новостях литературы», «Литературных листках», «Благонамеренном», «Соревнователе просвещения», «Полярной звезде» (1824) и «Северных цветах» (1825).